# Municipio de Turner (Míchigan)
El municipio de Turner (en inglés: Turner Township) es un municipio ubicado en el condado de Arenac en el estado estadounidense de Míchigan. En el año 2010 tenía una población de 550 habitantes y una densidad poblacional de 6,56 personas por km².

## Geografía
El municipio de Turner se encuentra ubicado en las coordenadas 44°7′28.07″N 83°45′6.95″O / 44.1244639, -83.7519306. Según la Oficina del Censo de los Estados Unidos, el municipio tiene una superficie total de 83,8 km² (32,4 mi²), de la cual 83,8 km² (32,4 mi²) corresponden a tierra firme y 0 km² (0 mi²) (0.0%) es agua.

## Demografía
En el 2000 la renta per cápita promedia del hogar era de $35.104, y el ingreso promedio para una familia era de $38.125. El ingreso per cápita para la localidad era de $13.416. En 2000 los hombres tenían un ingreso per cápita de $25.982 contra $18.942 para las mujeres. Alrededor del 21.10% de la población estaba bajo el umbral de pobreza nacional.